# Pośrednia
Pośrednia  (czes. Pomezný) – wzniesienie o wysokości 925 m n.p.m. w Górach Złotych, w Sudetach Wschodnich, leżące na granicznym grzbiecie Gór Złotych oddzielającym Polskę od Czech.

## Położenie
Wzniesienie, położone w południowo-zachodniej części Gór Złotych, na terenie Śnieżnickiego Parku Krajobrazowego, na granicy polsko-czeskiej. Wznosi się między wzniesieniami: Czartowiec i Špičák po północno-zachodniej stronie i wzniesieniem Łupkowa po południowo-wschodniej stronie, około 1,4 km, na północny wschód od południowo-wschodnich obrzeży miejscowości Nowy Gierałtów.

## Fizjografia
Graniczne wzniesienie w głównej grani granicznej o kopulastym kształcie z wyrazistym wierzchołkiem oraz zróżnicowanej rzeźbie i ukształtowaniu o stromym zachodnim i wschodnim zboczach. Zachodnie zbocze stromo opada w kierunku doliny Górnej Białej Lądeckiej. Południowe grzbietowe zbocze łagodnie opada wzdłuż granicy do niżej położonego siodła). Na północ zbocze nieznacznie opada do wzniesień Czartowiec i Špičák, od których oddzielone jest niewielkim siodłem 880 m n.p.m.. Wzniesienie położone na grzbiecie głównym Gór Złotych, w całości zbudowane ze skał metamorficznych, głównie z gnejsów gierałtowskich oraz łupków krystalicznych. Cała powierzchnia wzniesienia porośnięta jest w większości naturalnym lasem mieszanym regla dolnego, a w partiach szczytowych świerkowym regla górnego z niewielką domieszką drzew liściastych. Wzniesienie pod koniec XX wieku dotknęły zniszczenia wywołane katastrofą ekologiczną w Sudetach. Położenie wzniesienia, kształt oraz wyraźny szczyt czynią wzniesienie rozpoznawalnym w terenie.

## Ciekawostki
- Przez wzniesienie przechodzi dział wodny III rzędu.

## Szlaki turystyczne
Przez szczyt prowadzą szlaki turystyczne:
- zielony – prowadzący przez Borówkową, zamek Karpień na Śnieżnik i dalej.
- żółty – prowadzący wzdłuż granicy państwowej od wzniesienia Špičák na Przełęczy u Trzech Granic.